# Frankie Yale
Frankie Yale alias Frankie Uale (* 1893 in Longobucco, Kalabrien; † 1. Juli 1928 in New York City) war ein italienischer Mobster in New York. Sein Geburtsname lautete Francesco Ioele.

## Biografie

### Frühe Jahre
1901, im Alter von acht Jahren, kam Yale mit seiner Familie nach New York City. Bereits als Teenager begann sein krimineller Lebenslauf. Trotz seiner eher durchschnittlichen Größe war Yale ein gefürchteter Faustkämpfer und Dieb. 1910 – Yale war 17 Jahre alt – schlug er zusammen mit seinem Freund Booby Nelson in einer Billardhalle auf Coney Island auf eine Gruppe Betrunkener ein. Dabei zerbrachen Billardstöcke und Billardkugeln flogen durch die Luft.
1912 erhielt Yale seine erste Strafe; über ihn wurde ein Hausarrest verhängt. Yale lernte John Torrio kennen, der ihn bei den Five Pointers einführte.

### Boss in Brooklyn
1915 verließ Torrio Brooklyn und ging nach Chicago. Yale wurde praktisch dessen Nachfolger. Seine organisierten Schlägertrupps kassierten u. a. die Stangeneis-Verkäufer ab. Auch anderen Händlern zwang Yale den Schutz seiner Organisation auf und erhielt von diesen Schutzgeld. Eine besondere Variante waren dabei die Yale-Zigarren. Yale stellte Zigarren niederer Qualität her und die Händler wurden genötigt, ihm diese abzunehmen.
Als Hauptquartier von Yale diente das Harvard Inn, eine Bar auf Coney Island, welche er 1917 eröffnet hatte. Hinter den Tresen stellte Yale Al Capone, dessen Vorbild er zu dieser Zeit war. Yale neigte hin und wieder zu großer Brutalität; einmal schlug er seinen jüngeren Bruder krankenhausreif. Auf diese und ähnliche Weise verschaffte er Capone einen Einblick in das organisierte Verbrechen italienischer Prägung.
Yale plante Ausdehnungen seines Gebietes in den Piers von Red Hook (Brooklyn), allerdings führte dies zu einem jahrelangen Kampf mit irischen Banden, die sich zur White Hand Gang zusammengeschlossen hatten. 1919 schickte er Capone nach Chicago, weil dieser nach einem Zwischenfall den „White Hander“ Arthur Finnegan fast zu Tode geprügelt hatte und nun seinerseits bedroht wurde. Am 31. März 1920 ermordete Yale Dinny Meehan, den Anführer der irischen „White Handers“ (der Name sollte die Italiener, die verallgemeinernd in Zeitungen oft Black Hands genannt wurden, ärgern).

### Zusammenarbeit mit Chicago
Am 11. Mai 1920 holten ihn Johnny Torrio und Capone nach Chicago, wo er unbekannt war, um Jim Colosimo zu ermorden. Die Polizei verhaftete ihn zwar umgehend, der entscheidende Zeuge behauptete dann allerdings, ihn doch verwechselt zu haben; offenbar, da er die Rache der Verbrecher befürchtete.
Auch bei der Ermordung von Dean O’Banion griff Capone auf Yale zurück. Dieser war seit 1917 Präsident der Unione Siciliana in New York und nutzte für die Ermordung den natürlichen Tod des Chicagoer Präsidenten Mike Merlo aus, der am 8. November 1924 an Krebs gestorben war. O’Banion, dem durch die zahlreichen ermordeten Gangster mit seinem Blumengeschäft eine lukrative legale Nebeneinnahme beschieden war, lag eine entsprechende Bestellung für Mike Merlo vor. Angesichts des natürlichen Todes von Merlo lag nichts Verdächtiges darin, als das Trio Yale, John Scalise und Albert Anselmi zwei Tage später am 10. November 1924 den Laden von O’Banion betraten, um die Bestellung abzuholen. Der als unauffällig geltende Yale schüttelte O’Banion die Hand und hielt sie fest, seine beiden Begleiter eröffneten daraufhin das Feuer auf den Iren. Yale wurde zwar von der Polizei verhaftet, wegen eines vorhandenen Alibis allerdings wieder freigelassen.
1923 bis 1925, nachdem Yales Männer den damaligen „White Handers“-Anführer Bill Lovett umgebracht hatten, fand zwischen Yale und Richard Lonergan ein regelrechter Krieg statt. Deshalb war es eine gute Gelegenheit für Capone, einen Ausgleich für Colosimo und O’Banion zu schaffen. Lonergan und einige weitere seiner Gang sollen am 26. Januar 1925 von Capone getötet worden sein. Infolgedessen löste sich die White Hand Gang auf.
Im Frühjahr 1927 hatte Yale ein Abkommen mit Capone; die Black Hands sollten für einen sicheren Transport von Alkohol nach Chicago für Capone sorgen. Yale allerdings hinterging Capone, immer mehr Alkohollieferungen verschwanden einfach, bis es in Chicago einen deutlichen Mangel gab. Außerdem wurde ein Freund Capones, Filesy DeAmato, der der Sache auf den Grund gehen sollte, ermordet.

### Das Ende
Am 1. Juli 1928 wurde Yale Opfer eines „Drive-by-Shooting“; d. h., sein Wagen wurde in New York von einem schwarzen Nash verfolgt, aus dem mit Pistolen des Kalibers .45 und Thompson-Maschinenpistolen geschossen wurde, bis sein Wagen an einem Gebäude zum Stehen kam, wo die Killer die Mordtat vollendeten. Dieser Mord war der erste Fall in New York, bei dem wie in Chicago eine Thompson für eine solche Tat eingesetzt wurde.
Wer genau in dem Nash saß, konnte nicht zweifelsfrei geklärt werden. Damals wurde es als sehr wahrscheinlich angesehen, dass Jack McGurn an dem Anschlag mitgewirkt hatte, und auch über die Beteiligung von John Scalise und Albert Anselmi wurde spekuliert. Spätere Informationen und Zeugenaussagen deuten jedoch auf Fred Burke, Gus Winkler, Fred Goetz sowie Louis „Little New York“ Campagna als Täter, welche im Auftrag von Capone nach New York geschickt wurden.

## Belege
1. ↑  Frankie Yale (Memento vom 2. April 2007 im Internet Archive)

| Vorgänger       | Amt                                                          | Nachfolger                                                                              |
| --------------- | ------------------------------------------------------------ | --------------------------------------------------------------------------------------- |
| Ignazio Saietta | Präsident der Unione Siciliana in New York City um 1918–1924 | unbekannt (vermutlich Übernahme durch die Unione Siciliana in Chicago Anthony D’Angelo) |

| Personendaten    | Personendaten                          |
| ---------------- | -------------------------------------- |
| NAME             | Yale, Frankie                          |
| ALTERNATIVNAMEN  | Ioele, Francesco                       |
| KURZBESCHREIBUNG | italienischer Mobster in New York City |
| GEBURTSDATUM     | 1893                                   |
| GEBURTSORT       | Longobucco, Kalabrien                  |
| STERBEDATUM      | 1. Juli 1928                           |
| STERBEORT        | New York City                          |